# Campeonato Mundial de Luge de 2019
El XLVIII Campeonato Mundial de Luge se celebró en Winterberg (Alemania) entre el 24 y el 27 de enero de 2019 bajo la organización de la Federación Internacional de Luge (FIL) y la Federación Alemana de Luge.
Las competiciones se realizaron en la Veltins Eisarena de la localidad germana. Fueron disputadas 7 pruebas, 4 masculinas, 2 femeninas y una mixta.

## Medallistas
| Evento                                                  | Oro                                                                                          | Plata                                                                            | Bronce                                                                                  |
| ------------------------------------------------------- | -------------------------------------------------------------------------------------------- | -------------------------------------------------------------------------------- | --------------------------------------------------------------------------------------- |
| Masculino individual (27.01)                            | Felix Loch · Alemania · 1:44,250                                                             | Reinhard Egger · Austria · 1:44,350                                              | Semion Pavlichenko · Rusia · 1:44,363                                                   |
| Masculino esprint (25.01)                               | Jonas Müller · Austria · 35,835                                                              | Felix Loch · Alemania · 35,859                                                   | Semion Pavlichenko · Rusia · 35,889                                                     |
| Doble (26.01)                                           | Toni Eggert · Sascha Benecken · Alemania · 1:27,256                                          | Tobias Wendl · Tobias Arlt · Alemania · 1:27,334                                 | Thomas Steu · Lorenz Koller · Austria · 1:27,397                                        |
| Doble esprint (25.01)                                   | Toni Eggert · Sascha Benecken · Alemania · 30,812                                            | Tobias Wendl · Tobias Arlt · Alemania · 30,824                                   | Thomas Steu · Lorenz Koller · Austria · 30,829                                          |
| Femenino individual (26.01)                             | Natalie Geisenberger · Alemania · 1:53,868                                                   | Julia Taubitz · Alemania · 1:54,293                                              | Emily Sweeney Estados Unidos 1:54,381                                                   |
| Femenino esprint (25.01)                                | Natalie Geisenberger · Alemania · 38,628                                                     | Julia Taubitz · Alemania · 38,635                                                | Dajana Eitberger · Alemania · 38,668                                                    |
| Equipo mixto femenino ind. masculino ind. doble (27.01) | Rusia · Tatiana Ivanova · Semion Pavlichenko · Vladislav Yuzhakov · Yuri Projorov · 2:24,116 | Austria · Hannah Prock · Reinhard Egger · Thomas Steu · Lorenz Koller · 2:24,624 | Alemania · Natalie Geisenberger · Felix Loch · Toni Eggert · Sascha Benecken · 2:24,647 |

## Medallero
| Núm. | País           | Oro | Plata | Bronce | Total |
| ---- | -------------- | --- | ----- | ------ | ----- |
| 1    | Alemania       | 5   | 5     | 2      | 12    |
| 2    | Austria        | 1   | 2     | 2      | 5     |
| 3    | Rusia          | 1   | 0     | 2      | 3     |
| 4    | Estados Unidos | 0   | 0     | 1      | 1     |
|      | TOTAL          | 7   | 7     | 7      | 21    |